# Muniquia

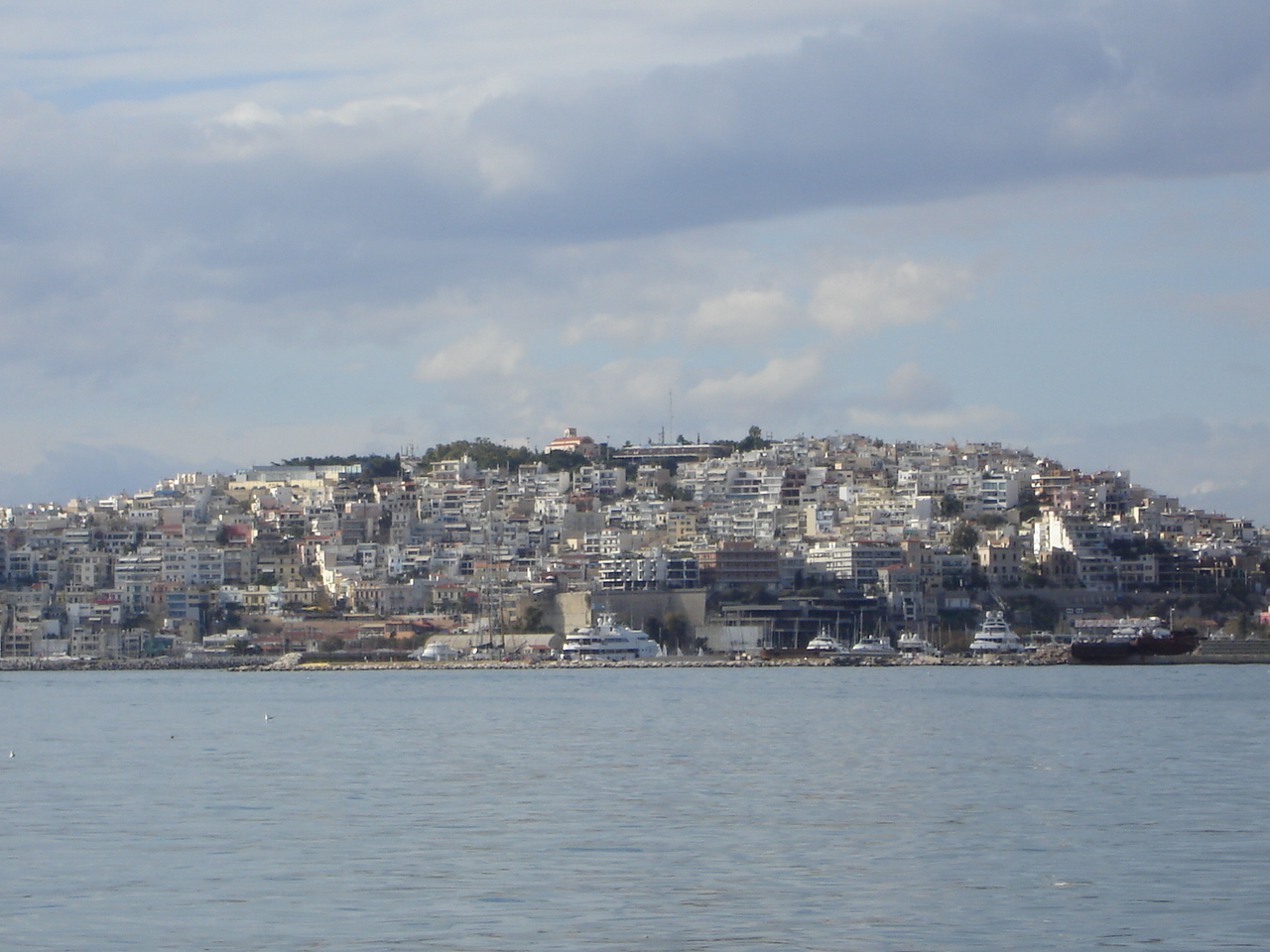
La colina de Kastella.

Muniquia (griego Μουνιχία o Μουνυχία), en la antigua Atenas, era una colina fortificada de 86 m de altura, del conjunto de El Pireo. Desde esta se dominaba la entrada de los puertos de Falero y del Pireo. Al pie del montículo se encontraba el puerto del mismo nombre, el moderno Turcolimani o Microlimani (Μικρολίμανο), el más pequeño de los puertos de El Pireo, en el lado occidental de la bahía del Falero. 
El nombre proviene del mítico rey Muniquio. Albergaba el templo de Artemisa Muniquia, en honor de la cual se celebraban las fiestas Muniquias. En Muniquia se erigió un teatro.
Su nombre actual es Kastella (griego Καστέλλα). La identificación con la colina de Kastella se produjo en el siglo XIX; antes se pensaba que el nombre designaba otra eminencia orográfica de la península del Pireo, a raíz de un error en la identificación de los diferentes puertos.

## Historia
Estuvo habitada desde la antigüedad, y acogía las grutas de Aretusa y el Serangeion, tradicionalmente asociados a los minias.
Fue fortificada, entre otros, por el tirano Hipias y después por Temístocles.